# Нидерландское имя
Именование людей в Нидерландах соответствует способам, принятым в большинстве европейских стран: человек имеет одно или несколько имён, и фамилию. Мужские и женские имена отличаются.

## Нидерландские имена
В соответствии с нидерландским законодательством, имена и фамилия ребёнка должны быть зарегистрированы родителями в течение 3 дней после его рождения. Не является необычным случай, когда ребёнку дают несколько имён. В повседневном обиходе обычно используется первое из них — зачастую в уменьшительной форме. Католики часто выбирают для своих детей латинизированные имена — такие как Catharina и Wilhelmus, в то время как протестанты чаще выбирают простые нидерландские формы этих же имён — такие как Trijntje и Willem. В обоих случаях для повседневного использования имена часто укорачиваются, в результате чего и Wilhelmus, и Willem превращаются в Wim. В настоящее время около половины жителей Нидерландов имеют одно личное имя, около 30 % — два, 17 % — три, 2,5 % — четыре, и лишь небольшое количество детей получают пять и более личных имён.
Нидерландское законодательство дозволяет использовать практически любые имена, если только они не являются неподобающими, лишь бы они не походили на существующие фамилии. Законодательных ограничений на количество личных имён у человека не существует.

### История нидерландских личных имён
Историю нидерландских личных имён можно грубо разделить на четыре крупных периода:
1. Период доминирования германских имён (Великое переселение народов и до начала Высокого Средневековья)
2. Высокое Средневековье, когда имена, ведущие происхождение из германских языков, постепенно вытеснялись именами святых христианской церкви (период от Высокого Средневековья до Раннего Нового времени)
3. Период стабильности, когда действовали строгие правила именования (от Раннего Нового времени до 1945 года)
4. Период после Второй мировой войны, когда стали появляться новые, не существовавшие ранее, имена (с 1945 года)

#### Германские имена
Германские имена образуют самый ранний слой из нидерландских имён. Они характеризуются большим богатством, так как могут соединяться в различных комбинациях.
Германское имя состоит из двух частей, вторая из которых характеризует также пол человека. К примеру, имя Adelbert состоит из слова adel («благородный») и bert, происходящего от beracht («яркий», «сияющий»).
Когда ребёнку давалось имя, то оно могло быть составлено из частей имён различных родственников. К примеру, если отца звали Hildebrant, а мать — Gertrud, то их сын мог получить имя Gerbrant, а дочь — Hiltrud.

#### Средневековые имена
В эпоху средневековья имена, происходящие от имён христианских святых, постепенно стали превалировать над именами, имеющими германское происхождение. Начиная с XII века ребёнку обычно давали именно христианское имя, хотя ряд имён германского происхождения — такие, как Gertrude и Hubertus — остались в использовании, так как тоже стали именами христианских святых. При этом влияние церкви на этот процесс не стоит переоценивать: вплоть до Тридентского собора XVI века Римская католическая церковь не имела установленных правил для выдачи имён детям.
Именно в этот период возникли такие типичные нидерландские имена, как Kees (уменьшительная форма от Cornelis), Jan (уменьшительная форма от Johannes) и Piet (уменьшительная форма от Petrus).

#### Период стабильности
Нидерландский обычай давать ребёнку имя в честь другого члена семьи происходит из древнего представления о том, что именование связано с реинкарнацией того, в честь кого ребёнок получает имя. Эта традиция продолжает существовать и в настоящее время.
Постепенно практика именования детей в честь родственников стала настолько стандартной, что имена будущих детей можно было предсказать уже с момента вступления их родителей в брак. Правила дачи имён были следующими:
- Первый сын получал имя деда по отцу
- Первая дочь получала имя бабушки по матери
- Второй сын получал имя деда по матери
- Вторая дочь получала имя бабушки по отцу
- Последующие дети получали имена дядь и тёть — здесь присутствовала некоторая свобода

В те времена детская смертность была высока. Если сын умирал до рождения следующего брата, то более младший брат зачастую получал то же самое имя; то же самое правило действовало и для дочерей. Если отец умирал до рождения сына, то сын обычно получал его имя; если мать умирала при рождении дочери, то дочь обычно получала её имя.

#### Период после Второй мировой войны
После Второй мировой войны нидерландцы стали гораздо менее религиозными, традиционные формы имён начали изменяться. Стали заимствоваться иностранные имена, которые записывались в соответствии с фонетическими правилами нидерландского языка (Sjaak — Жак, Sjaan — Жан). Традиционные для рабочего класса имена Jan, Piet и Klaas стали заменяться на их эквиваленты, принятые у среднего класса — Hans, Peter и Nico. Практически ушёл в прошлое обычай называть детей в честь дедушек и бабушек.

## Фамилии
После 1600-х годов, когда голландцы стали переселяться в Новый Свет, их фамилии составлялись по имени отца и ребенка. Суффиксы s, se, sd, sdr, sen служили обозначением «сын такого-то» или «дочь такого-то». Например, дочь звали Жанет, а имя отца — Дирк, что в результате давало — Жанет Дирксдр (Janet Dirksdr).
Существует большое количество нидерландских фамилий — порядка ста тысяч. В частности, это было вызвано тем, что в 1811 году была введена обязательная регистрация фамилий, которая вызвала появление многих из них.
Многие нидерландские фамилии имеют префикс: van («из»), de (артикль), het (артикль),  't (артикль), der, van de, van der, van den, te, ter, in het. В Нидерландах при использовании с именем или инициалом эти префиксы не выделяются заглавными буквами: Piet de Wolff, R. van Rijn. Заглавные буквы, однако, полагается использовать при отсутствии имени — после обращения или академической степени: de heer Van Kampen, dr. Van Wijk.
В Бельгии система использования заглавных букв отличается. В большинстве случаев в Бельгии во фламандских фамилиях с заглавной буквы пишутся все слова, хотя есть различия в использовании префикса van de: в одних фамилиях он пишется Van de, в других — Van De. Кроме того, префикс может сливаться с самой фамилией (Vandecasteele), писаться отдельно от неё (Van De Casteele) или может иметь место промежуточный случай (Vande Casteele). Этими вариантами фамилии отличаются друг от друга, и не все фамилии существуют в нескольких вариантах.
Различия в использовании больших и маленьких букв в префиксах могут иметь отношение к происхождению персоны. Так, предки известной нидерландской оперной певицы Элмы ван Ден Дол жили на ферме Den Dool, и поэтому в её фамилии первая буква префикса den пишется заглавной: Elma van Den Dool.
При сортировке в списках в Нидерландах префиксы обычно опускаются, и сортировка идёт по первой букве фамилии. В Бельгии сортировка идёт по первой букве префикса.

### Нидерландское законодательство относительно фамилий
В нидерландской традиции после замужества перед фамилией жены через дефис писалась фамилия мужа: если Анна Питерсен выходила замуж за Яна Янсена, то она становилось Анной Янсен-Питерсен. При этом, однако, двойная фамилия не становилась её официальной фамилией: её официальная фамилия не изменялась вообще, паспорта и прочие официальные документы продолжали именовать её Анной Питерсен (хотя там и могло быть добавлено «супруга Яна Янсена»).
Современное нидерландское законодательство даёт людям больше свободы: по умолчанию после вступления в брак оба партнёра сохраняют прежние фамилии, однако при этом у них есть выбор — они могут использовать и фамилию партнёра, либо комбинацию обеих фамилий. К примеру, если господин Янсен женится на госпоже Смит, то после брака каждый из них может называть себя «Янсен», «Смит», «Янсен-Смит» или «Смит-Янсен». Предпочитаемая опция регистрируется в муниципалитете, однако это не отнимает права на исходную фамилию, которая остаётся легальной.
Тем не менее на практике, если женщина выходит замуж, то она обычно либо оставляет девичью фамилию, либо соединяет свою фамилию с фамилией мужа в двойную фамилию: то есть госпожа Янсен после выхода замуж за господина Смита может выбрать, остаться ли ей госпожой Янсен, или стать госпожой Смит-Янсен. Взятие женой фамилии мужа (то есть в данном примере превращение её в госпожу Смит) не является общепринятой практикой.
Родители могут выбирать, давать ли детям фамилию отца или фамилию матери (пока родители живут в браке, или пока они живут вместе и отец признаёт ребёнка). Фамилия у более молодых братьев и сестёр должна быть той же, что и фамилия самого старшего ребёнка.

### Отчества
До 1811 года гораздо чаще фамилий использовались отчества; их использовали даже люди, имеющие фамилии. Обычно отчество образовывалось из имени отца с добавлением слова, обозначающего «сын» или «дочь»: к примеру, если у человека по имени Jan родился сын, то его могли называть Pieter Jans zoon, а если дочь — то Geertje Jans dochter. Эти формы обычно укорачивались до Janszn и Jansdr, и в итоге превращались в Jans, используемую для детей как мужского, так и женского пола. Эти отчества становились официальными, и даже использовались в официальных документах (в результате чего может показаться, что отец и сын имеют разные «фамилии»).
После 1811 года многие отчества стали фамилиями: Peeters, Jansen, Willems.